# 日本の廃止市町村一覧
日本の廃止市町村一覧（にほんのはいししちょうそんのいちらん）は、市町村合併や他の自治体に統合されることなどにより廃止した、日本の市町村の一覧である。過去に日本の領域だった地域のうち、内地であった南樺太と千島列島も対象にする。
この一覧では、Wikipedia内に記事のある廃止した市町村を収集するとともに、市制・町村制（多くは1889年（明治22年）4月1日）以降の合併で廃止した市町村を都道府県別の一覧にする。
- 町村が「町制」・「市制」を施行し町・市となるケース
  - 「市町村」以外の表記名を変更しなかった自治体は一覧に含まれない。（例：宇都宮町→宇都宮市）
  - 町制・市制を施行した際に名称を変更した場合も一覧に含まれない。
- 市町村が名称変更した場合は一覧に含まれない。
- 所属郡県が変更になった場合は一覧に含まれない。
- 市町村合併で廃止した市町村のケース
  - 編入合併した場合の、存続市町村は廃止に当たらないので一覧に含まれない。
  - 編入合併した場合の、廃止した市町村は一覧に含まれる。
  - 新設合併した場合の、廃止した市町村は一覧に含まれる。
  - 新設合併した場合の、名称が残った市町村も一覧に含まれる。（例：旧・静岡市→新・静岡市）
- 政令市の廃止区はこの一覧に含まれない。
- 特別区の廃止区はこの一覧に含まれる。
- 分割や分立をしたケース
  - 分割で廃止した市町村は一覧に含まれる。
  - 分立で存続した市町村は一覧に含まれない。

## 廃止市町村一覧

### 北海地方
- 樺太庁の廃止市町村一覧
- 北海道の廃止市町村一覧

### 東北地方
- 青森県の廃止市町村一覧
- 岩手県の廃止市町村一覧
- 宮城県の廃止市町村一覧
- 秋田県の廃止市町村一覧
- 山形県の廃止市町村一覧
- 福島県の廃止市町村一覧

### 関東地方
- 茨城県の廃止市町村一覧
- 栃木県の廃止市町村一覧
- 群馬県の廃止市町村一覧
- 埼玉県の廃止市町村一覧
- 千葉県の廃止市町村一覧
- 東京都の廃止市町村一覧
- 神奈川県の廃止市町村一覧

### 中部地方
- 新潟県の廃止市町村一覧
- 富山県の廃止市町村一覧
- 石川県の廃止市町村一覧
- 福井県の廃止市町村一覧
- 山梨県の廃止市町村一覧
- 長野県の廃止市町村一覧
- 岐阜県の廃止市町村一覧
- 静岡県の廃止市町村一覧
- 愛知県の廃止市町村一覧

### 近畿地方
- 三重県の廃止市町村一覧
- 滋賀県の廃止市町村一覧
- 京都府の廃止市町村一覧
- 大阪府の廃止市町村一覧
- 兵庫県の廃止市町村一覧
- 奈良県の廃止市町村一覧
- 和歌山県の廃止市町村一覧

### 中国地方
- 鳥取県の廃止市町村一覧
- 島根県の廃止市町村一覧
- 岡山県の廃止市町村一覧
- 広島県の廃止市町村一覧
- 山口県の廃止市町村一覧

### 四国地方
- 徳島県の廃止市町村一覧
- 香川県の廃止市町村一覧
- 愛媛県の廃止市町村一覧
- 高知県の廃止市町村一覧

### 九州地方
- 福岡県の廃止市町村一覧
- 佐賀県の廃止市町村一覧
- 長崎県の廃止市町村一覧
- 熊本県の廃止市町村一覧
- 大分県の廃止市町村一覧
- 宮崎県の廃止市町村一覧
- 鹿児島県の廃止市町村一覧

### 琉球諸島
- 沖縄県の廃止市町村一覧